# Daniela Kovářová
Daniela Kovářová, née le 17 novembre 1964 à Ostrava, est une avocate, écrivaine et femme politique tchèque.